# 因河地区泰斯基兴
因河地区泰斯基兴是奥地利上奥地利州因克赖斯地区里德县的一个市镇。总面积34.53平方公里，总人口2380人，人口密度68.9人/平方公里（2005年）。